# Peter Shore
Peter David Shore, baron Shore of Stepney (ur. 20 maja 1924 w Great Yarmouthu, zm. 24 września 2001 w Londynie) – brytyjski polityk, członek Partii Pracy, minister w rządach Harolda Wilsona i Jamesa Callaghana.
Był synem kapitana marynarki handlowej. Wykształcenie odebrał w Quarry Bank Grammar School w Liverpoolu oraz w King’s College na Uniwersytecie Cambridge, gdzie studiował historię. Pod koniec II wojny światowej służył w siłach powietrznych w Indiach. W 1948 r. wstąpił do Partii Pracy. W latach 50. dwukrotnie podejmował nieudane próby dostania się do Izby Gmin. W 1959 r. został szefem Labour Party’s Research Department. W 1964 r. przygotowywał manifest wyborczy laburzystów. W tych wyborach wystartował w okręgu Stepney i uzyskał mandat parlamentarny.
Po krótkim pobycie w tylnych ławach parlamentu Shire został parlamentarnym prywatnym sekretarzem Harolda Wilsona odpowiedzialnym za kontakt premiera z laburzystowskimi deputowanymi. W sierpniu 1967 r. Shore został członkiem gabinetu jako minister spraw ekonomicznych. Shore dał się poznać na tym stanowisku jako zwolennik centralnego planowania oraz centralnego regulowania cen i płac. Popadł w związku z tym w konflikt ze związkami zawodowymi. W 1968 r. prawo regulacji cen i płac przeniesiono do innego ministerstwa, co spowodowało powolny spadek znaczenia ministerstwa spraw ekonomicznych, które ostatecznie zostało zlikwidowane w 1969 r.
Shire pozostał w gabinecie jako minister bez teki i zastępca przewodniczącego Izby Gmin. Brał udział w przygotowaniu kampanii wyborczej Partii Pracy w 1970 r. Następnie, jako mówca Opozycji ds. europejskich, sprzeciwiał się wstąpieniu Wielkiej Brytanii do EWG. Po powrocie laburzystów do władzy w 1974 r. (w tych wyborach wystartował w okręgu Stepney and Poplar, a od 1983 r. reprezentował okręg wyborczy Bethnal Green and Stepney) został ministrem handlu. Na tym stanowisku brał udział w negocjacjach dotyczących charakteru brytyjskiego członkostwa w EWG oraz organizacji referendum europejskiego. Porażka eurosceptyków w referendum 1975 r. podkopała pozycję Shore'a. Nowy premier, James Callaghan, przesunął go w 1976 r. do ministerstwa środowiska.
Po przegranych przez Partię Pracy wyborach 1979 r. Shore został opozycyjnym ministrem spraw zagranicznych. W 1980 r. wystartował w wyborach na lidera laburzystów, ale zajął ostatnie miejsce uzyskując 32 głosy. Zwycięzca, Michael Foot, mianował Shore'a Kanclerzem Skarbu w swoim gabinecie cieni. Shore ponownie wystartował w wyborach na lidera partii w 1983 r., ale ponownie zajął ostatnie miejsce. Do 1987 r. był opozycyjnym przewodniczącym Izby Gmin, ale tylko do 1985 r. zasiadł w gabinecie cieni Neila Kinnocka.
W 1987 r. powrócił do tylnych ław parlamentu. Następnie zasiadł w komisji spraw zagranicznych. W 1994 r. został członkiem komisji standardów w życiu publicznym. W 1997 r. zrezygnował z ubiegania się o reelekcję. Został kreowany parem dożywotnim jako baron Shore of Stepney i zasiadł w Izbie Lordów. Zmarł w 2001 r. W tym samym roku ukazała się jego książka poświęcona sprawom europejskim pt. Separate Ways.